# Pileolaria pocillator
Pileolaria pocillator är en ringmaskart som beskrevs av Vine 1972. Pileolaria pocillator ingår i släktet Pileolaria och familjen Serpulidae. Inga underarter finns listade i Catalogue of Life.